# Ami Sugita
Ami Sugita (født 14. marts 1992) er en japansk fodboldspiller. Hun har tidligere spillet for Japans kvindefodboldlandshold.

## Japans fodboldlandshold
| Japans landshold | Japans landshold | Japans landshold |
| År               | Kmp              | Mål              |
| ---------------- | ---------------- | ---------------- |
| 2014             | 1                | 0                |
| 2015             | 3                | 2                |
| 2016             | 1                | 0                |
| 2017             | 1                | 0                |
| Total            | 6                | 2                |